# Odessas spårväg
Odessas spårväg (ukrainska: Одеський трамвай: Odeskyj tramvaj) är ett spårvägsnät med 23 linjer i den nu ukrainska staden Odessa.
Odessas första hästspårväg invigdes i juli 1880. Den byggdes av ett belgiskt bolag och trafiken ökade snabbt. År 1888 fanns det 19 linjer varav två drogs av små ånglok, de första av sitt slag i Kejsardömet Ryssland. Inför konst- och industriutställningen i Odessa 1910 beslöt myndigheterna att bygga en eldriven spårväg och den 24 september 1910 gick premiärturen med direktören för det belgiska bolaget bakom spakarna.
Det rullande materielet består huvudsakligen av spårvagnar av typen Tatra T3 från ČKD Tatra och Tatra-Yug K-1 tillverkade i Dnipro. År 2020 introducerades ett nytt spårvagnståg med tre vagnar och sänkt golv i mittsektionen, med plats för 250 passagerare. Det består av gamla T3 vagnar som har fått ny överbyggnad och tysk inredning vid bolagets verkstad och är Ukrainas längsta spårvagn.
Odessas kollektivtrafik består förutom spårvagnar av trådbussar, bussar och minibussar och det finns planer på en snabbspårväg.

## Bilder

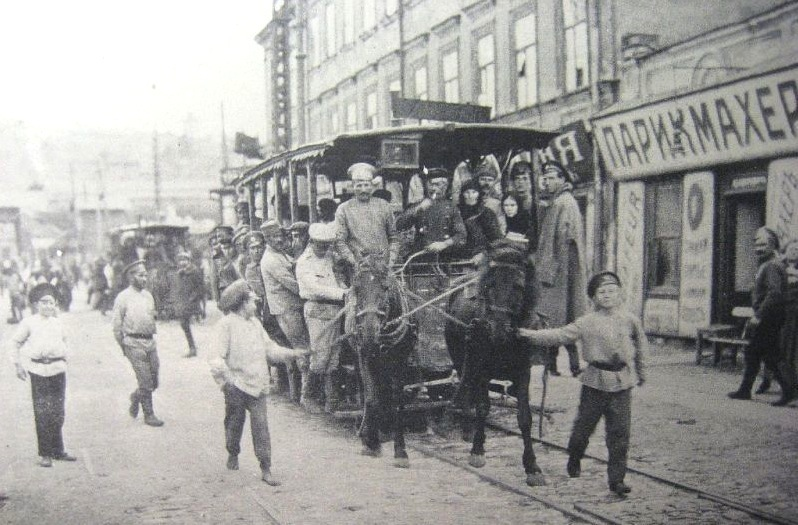
Hästspårvagn, 1917.
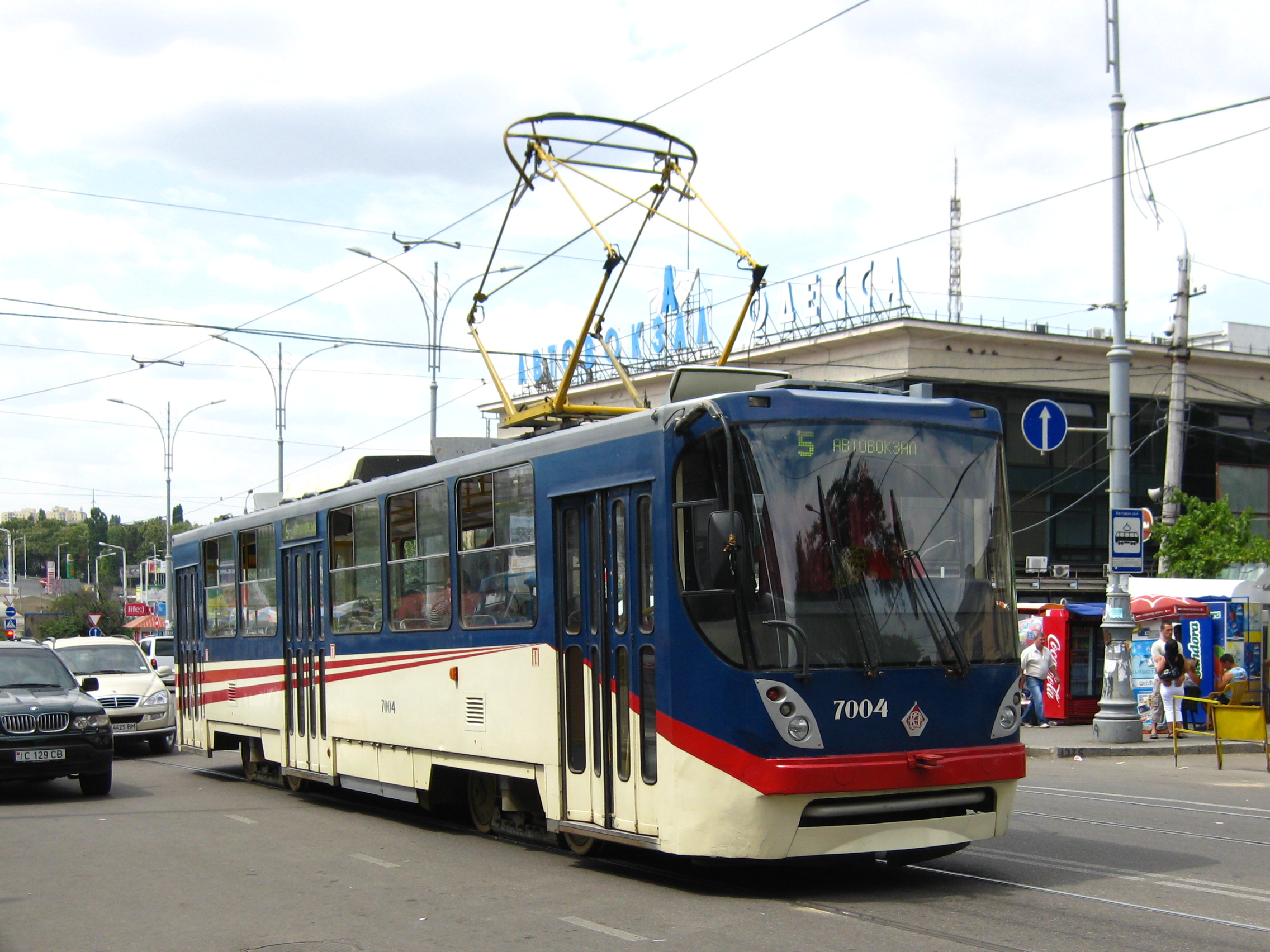
Spårvagn av typ Tatra-Yug K-1, 2009.
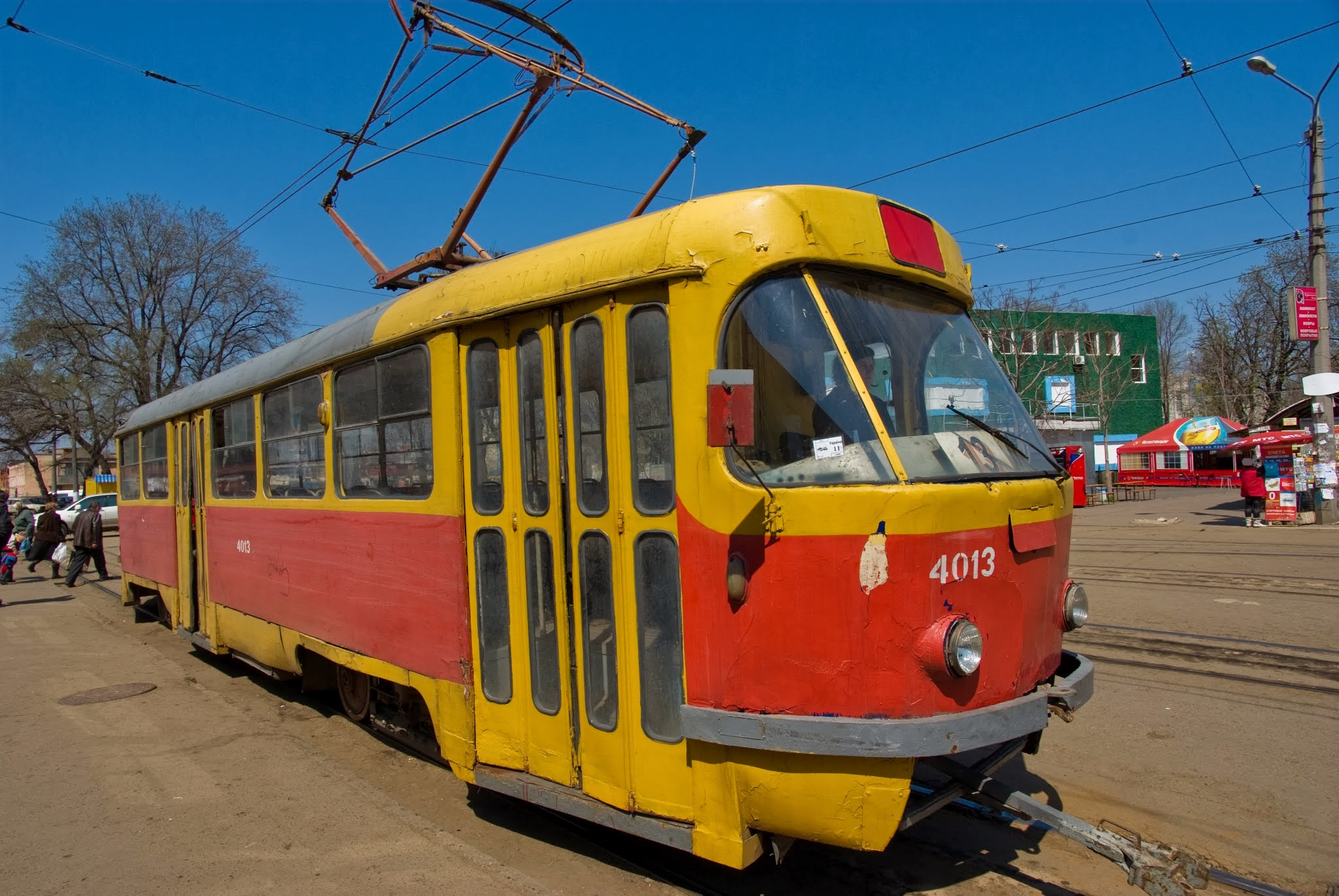
Tatra T3, 2013.